# باول ستيفنز (لاعب كرة قدم أسترالية)
باول ستيفنز (بالإنجليزية: Paul Stevens)‏ هو لاعب كرة قدم أسترالية أسترالي، ولد في 23 يوليو 1953.

## وصلات خارجية
- باول ستيفنز على موقع AustralianFootball.com (الإنجليزية)
- باول ستيفنز على موقع AFLtables.com (الإنجليزية)